# Lutas nos Jogos Olímpicos de Verão de 1932
As lutas nos Jogos Olímpicos de Verão de 1932 foram realizados em Los Angeles, com quatorze eventos disputados, sendo sete categorias de luta greco-romana e sete categorias de luta livre.

## Eventos da luta
Luta livre: até 56 kg | 56-61 kg | 61-66 kg | 66-72 kg | 72-79 kg | 79-87 kg | +87 kg
Luta greco-romana: até 56 kg | 56-61 kg | 61-66 kg | 66-72 kg | 72-79 kg | 79-87 kg | +87 kg

## Luta livre

### Luta livre - até 56 kg
| Pos. | País                 | Atletas       |
| ---- | -------------------- | ------------- |
|      | Estados Unidos (USA) | Robert Pearce |
|      | Hungria (HUN)        | Ödön Zombori  |
|      | Finlândia (FIN)      | Aatos Jaskari |

### Luta livre - 56-61 kg
| Pos. | País                 | Atletas              |
| ---- | -------------------- | -------------------- |
|      | Finlândia (FIN)      | Hermanni Pihlajamäki |
|      | Estados Unidos (USA) | Edgar Nemir          |
|      | Suécia (SWE)         | Einar Karlsson       |

### Luta livre - 61-66 kg
| Pos. | País          | Atletas        |
| ---- | ------------- | -------------- |
|      | França (FRA)  | Charles Pacôme |
|      | Hungria (HUN) | Károly Kárpáti |
|      | Suécia (SWE)  | Gustaf Klarén  |

### Luta livre - 66-72 kg
| Pos. | País                 | Atletas          |
| ---- | -------------------- | ---------------- |
|      | Estados Unidos (USA) | Jack van Bebber  |
|      | Canadá (CAN)         | Daniel MacDonald |
|      | Finlândia (FIN)      | Eino Leino       |

### Luta livre - 72-79 kg
| Pos. | País            | Atletas        |
| ---- | --------------- | -------------- |
|      | Suécia (SWE)    | Ivar Johansson |
|      | Finlândia (FIN) | Kyösti Luukko  |
|      | Hungria (HUN)   | József Tunyogi |

### Luta livre - 79-87 kg
| Pos. | País                 | Atletas         |
| ---- | -------------------- | --------------- |
|      | Estados Unidos (USA) | Peter Mehringer |
|      | Suécia (SWE)         | Thure Sjöstedt  |
|      | Austrália (AUS)      | Eddie Scarf     |

### Luta livre - +87 kg
| Pos. | País                 | Atletas          |
| ---- | -------------------- | ---------------- |
|      | Suécia (SWE)         | Johan Richthoff  |
|      | Estados Unidos (USA) | John Riley       |
|      | Áustria (AUT)        | Nikolaus Hirschl |

## Luta greco-romana

### Luta greco-romana - até 56 kg
| Pos. | País           | Atletas          |
| ---- | -------------- | ---------------- |
|      | Alemanha (GER) | Jakob Brendel    |
|      | Itália (ITA)   | Marcello Nizzola |
|      | França (FRA)   | Louis François   |

### Luta greco-romana - 56-61 kg
| Pos. | País            | Atletas        |
| ---- | --------------- | -------------- |
|      | Itália (ITA)    | Giovanni Gozzi |
|      | Alemanha (GER)  | Wolfgang Ehrl  |
|      | Finlândia (FIN) | Lauri Koskela  |

### Luta greco-romana - 61-66 kg
| Pos. | País            | Atletas         |
| ---- | --------------- | --------------- |
|      | Suécia (SWE)    | Erik Malmberg   |
|      | Dinamarca (DEN) | Abraham Kurland |
|      | Alemanha (GER)  | Eduard Sperling |

### Luta greco-romana - 66-72 kg
| Pos. | País            | Atletas          |
| ---- | --------------- | ---------------- |
|      | Suécia (SWE)    | Ivar Johansson   |
|      | Finlândia (FIN) | Väinö Kajander   |
|      | Itália (ITA)    | Ercole Gallegati |

### Luta greco-romana - 72-79 kg
| Pos. | País            | Atletas        |
| ---- | --------------- | -------------- |
|      | Finlândia (FIN) | Väinö Kokkinen |
|      | Alemanha (GER)  | Jean Földeák   |
|      | Suécia (SWE)    | Axel Cadier    |

### Luta greco-romana - 79-87 kg
| Pos. | País            | Atletas         |
| ---- | --------------- | --------------- |
|      | Suécia (SWE)    | Rudolf Svensson |
|      | Finlândia (FIN) | Onni Pellinen   |
|      | Itália (ITA)    | Mario Gruppioni |

### Luta greco-romana - +87 kg
| Pos. | País                 | Atletas          |
| ---- | -------------------- | ---------------- |
|      | Suécia (SWE)         | Carl Westergren  |
|      | Checoslováquia (TCH) | Josef Urban      |
|      | Áustria (AUT)        | Nikolaus Hirschl |

## Quadro de medalhas da luta
| Ordem | País               | Medalha de ouro | Medalha de prata | Medalha de bronze | Total |
| ----- | ------------------ | --------------- | ---------------- | ----------------- | ----- |
| 1     | SWE Suécia         | 6               | 1                | 3                 | 10    |
| 2     | USA Estados Unidos | 3               | 2                | 0                 | 5     |
| 3     | FIN Finlândia      | 2               | 3                | 3                 | 8     |
| 4     | GER Alemanha       | 1               | 2                | 1                 | 4     |
| 5     | ITA Itália         | 1               | 1                | 2                 | 4     |
| 6     | FRA França         | 1               | 0                | 1                 | 2     |
| 7     | HUN Hungria        | 0               | 2                | 1                 | 3     |
| 8     | CAN Canadá         | 0               | 1                | 0                 | 1     |
| 8     | TCH Checoslováquia | 0               | 1                | 0                 | 1     |
| 8     | DEN Dinamarca      | 0               | 1                | 0                 | 1     |
| 11    | AUT Áustria        | 0               | 0                | 2                 | 2     |
| 12    | AUS Austrália      | 0               | 0                | 1                 | 1     |